# یوآن بوچارد
یوآن بوچارد (انگلیسی: Yoann Bouchard؛ زادهٔ ۱ دسامبر ۱۹۷۶) بازیکن فوتبال اهل فرانسه است.
از باشگاه‌هایی که در آن بازی کرده‌است می‌توان به باشگاه فوتبال کلرمون فوت، باشگاه فوتبال اوسر، باشگاه فوتبال کن، باشگاه فوتبال نیم المپیک، و باشگاه فوتبال الچه اشاره کرد.